# Премія Жінка ІІІ тисячоліття 2016
9-та церемонія вручення Всеукраїнської Премії «Жінка ІІІ тисячоліття» українськам відбулася 12 листопада 2016 року в залі Національного академічного театру опери та балету України ім. Т. Шевченка у Києві.

## Номінації
Всеукраїнською премією «Жінка ІІІ тисячоліття» відзначили 41 жінку у чотирьох номінаціях: «Знакова постать», «Рейтинг», «Перспектива», а також — Надія України.

### Рейтинг
Найбільше, 29 жінок, були відзначені у номінації «Рейтинг». Серед них найбільш відомі: телеведуча і громадська діячка Соломія Вітвіцька, відома спортсменка та громадська діячка Стелла Захарова, паралімпійська чемпіонка — 2016 Єлизавета Мерешко.

### Знакова постать
У номінації «Знакова постать» були нагороджені дві визначні жінки: перша леді України Марина Порошенко та народна артистка України Вікторія Лук'янець.

### Перспектива
Премією «Перспектива» були номіновані чотири молоді жінки, серед яких найбільш відома Дмитрук Анастасія — авторка патріотичного вірша Ніколи ми не будемо братами! (рос. Никогда мы не будем братьями!)

### Надія України
Премією Надія України стали три 14-річні школярки: авторка книжки «Зоя Місячне Сяйво і 13 завдань» Стефанія Куколевська, авторка екологічного проєкту з утилізації пластикових відходів за допомогою личинок жуків з м. Маріуполь та чемпіонка світу-2016 по тхейк-ван-до Анна Борисенко.

## Ведучі
Незмінно і традиційно ведучими церемонії нагородження премії були Олексій Богданович та Василь Ілащук.
Нагороджували українок: Олександр Злотник, Євген Нищук, Грігол Катамадзе, Андрій Кожемякін, Мішель Терещенко, Олег Пінчук, Володимир Горянський, Микола Кулеба, Валерій Сушкевич, Богдан Зубченко, Микола Тищенко, Олег Дзюбяк, Олександр Сусленський, Павло Денищук та інші.

## Особливості
З вітальним словом до присутніх звернувся Міністр культури України Євген Нищук та заступник Київського міського голови, секретар Київської міської Ради Володимир Прокопів.